# 함화진
함화진(咸和鎭, 1884년 8월 19일~1949년 6월 22일)은 일제강점기에 주로 활동한 국악인이다. 아호는 오당(梧堂)이다.

## 생애
고종 21년인 1884년에 대대로 왕실의 악사를 지낸 양근 함씨 집안에서 태어났다. 어릴 때 이름은 함화진(咸華鎭)이었다. 함화진의 집안은 세습적인 악사 가문으로 증조부 함윤옥은 순조와 헌종 때 악사였고, 할아버지 함제홍은 헌종 때 단소와 젓대의 명수로 불렸다. 큰아버지 함재홍은 젓대, 아버지 함재운은 거문고의 대가였다.
함화진은 이왕직 아악부의 수장인 제2세 아악사장을 역임한 함재운의 장자로 태어나 이병문에게서 거문고를, 명완벽에게서는 가야금을 전수받았다. 전공은 거문고였으나 국악이론 부문에서도 일인자가 되었다. 10대 시절인 1900년에 가전악(假典樂)이 된 뒤 1901년 전악(典樂), 1913년 아악수장, 그 뒤 아악사를 차례로 지냈다. 1932년에는 아버지가 맡았던 자리인 제5세 아악사장에까지 올랐고, 1939년에 은퇴했다.
한편 1912년부터 조선정악전습소의 가야금 교사로 재직했고, 1931년부터 이화여자전문학교에서 국악이론과 거문고, 가야금, 양금 등 실기를 가르쳤다. 1930년대에는 편경과 편종을 제작하고 처용무를 재현하는 등 국악 전통의 복구와 보존에 많은 노력을 기울이기도 했다.
일제 패망 후 미군정이 실시되면서 이왕직아악부가 사라지고 함화진을 중심으로 대한국악원이 결성되었다. 대한국악원은 아악 전통을 고수하던 구 이왕직아악부와는 달리 창악, 기악, 창극, 무용, 농악까지 아우르는 새로운 민족음악의 수립을 목표로 했다. 대한국악원이 전국농악경연대회를 개최하는 등 국악계 내부에서 일종의 사회참여파를 형성하면서, 이 단체를 이끈 함화진은 남로당 불법화와 좌익 세력 색출 과정에서 좌익으로 몰려 피검되었다.
주요 저서로는 《조선아악개요》(1915), 《조선악기편》(1933), 《이조악제원류》(1933), 《증보가곡원류》(1938), 《조선음악통론》(1948) 등이 있어 국악 연구에 자주 인용된다. 유고로 《국악50년 회고록》을 남겼다.
일제 강점기 말기에 국악계의 대표 격으로 조선문예회, 조선음악협회 등 친일성이 강한 음악인 단체에서 활동한 일이 있어 2008년 민족문제연구소가 선정한 친일인명사전 수록예정자 명단 음악인 부문에 포함되었다. 이 명단에 수록된 국악인은 함화진과 김기수 두 사람이다.

## 같이 보기
- 이왕직 아악부
- 대한국악원

## 참고자료
- 함화진(咸和鎭) - 한국학중앙연구원
- 편집부 (1999년 12월 22일). 《한국현대 예술사대계  1 (해방과 분단 고착 시기)》. 서울: 시공사. 288~289쪽쪽.